# Radnor (canton)
Le canton Radnor est située dans la région administrative de la Mauricie, en la province de Québec, au Canada. Son territoire est maintenant partagé entre la ville de Shawinigan et la MRC de Mékinac. De forme rectangulaire, le territoire du canton est d'environ 5 km de largeur par 38 km de profondeur, orienté du nord-ouest vers le sud-est. La partie centrale du canton est intégrée au Parc national de la Mauricie, soit sur la rive ouest de la rivière Saint-Maurice qui coupe diagonalement ce canton. La partie sud-est du canton comprend les municipalités de Saint-Jean-des-Piles, Grandes-Piles, Saint-Roch-de-Mékinac, le secteur Lac-à-la-Tortue (intégré depuis 2001 à la ville de Shawinigan) et la jonction ferroviaire de Garneau (situé au nord-est de Grand-Mère).
La partie nord-ouest du canton comporte un relief relativement accidenté, tandis que le terrain de partie sud-est (à l'est de la rivière Saint-Maurice) est plutôt un plateau plat et comporte certains zones marécageuses.
L'inventaire de 1814 des biens de la Compagnie des Forges de Batiscan, fait référence au Canton de Radnor, lequel a été proclamé en canton le 3 février 1855 par le gouvernement du Québec. Cette désignation territoriale a continué d'être utilisée par les propriétaires des Forges Radnor qui exploitèrent une fonderie de 1854 à 1911, au village industriel de Fermont.  Aujourd'hui abandonné et situé au nord de Saint-Maurice, ce village est devenu un lieu-dit désigné "Radnor-des-Forges". Le toponyme s'inspire des forêts et des paysages montagneux d'un ex-comté, désigné Radnorshire, au centre du pays de Galles, en Grande-Bretagne.
Le toponyme "Canton Radnor" a été inscrit officiellement le 5 décembre 1968 à la Banque des noms de lieux du Québec, de la Commission de toponymie du Québec.
Le "Premier Rang de Radnor" est situé à l'extrémité nord-ouest de Saint-Narcisse, à la limite du secteur du Lac-à-la-Tortue et comporte 17 lots.